# Нижние Таволги
Ни́жние Та́волги — деревня в Невьянском районе Свердловской области России. Входит в Невьянский муниципальный округ. Вместе с селом Верхние Таволги является центром русского народного промысла Таволжской керамики.

## Население
По данным Всероссийской переписи населения 2010 года, постоянное население Нижних Таволог составляло 367 человека, из них 177 мужчин и 190 женщин. По данным переписи населения 2002 года, русские составляли 97 % от общего числа жителей деревни.
Долговременная динамика численности населения:
| Численность населения | Численность населения | Численность населения | Численность населения | Численность населения | Численность населения | Численность населения | Численность населения | Численность населения | Численность населения | Численность населения | Численность населения |
| 1858                  | 1869                  | 1887                  | 1926                  | 1937                  | 1939                  | 1959                  | 1970                  | 1979                  | 1989                  | 2002                  | 2010                  |
| --------------------- | --------------------- | --------------------- | --------------------- | --------------------- | --------------------- | --------------------- | --------------------- | --------------------- | --------------------- | --------------------- | --------------------- |
| 628                   | 679                   | 758                   | 891                   | н/д                   | н/д                   | н/д                   | н/д                   | н/д                   | н/д                   | 447                   | 367                   |

## География
Нижние Таволги расположены к востоку от Уральских гор, при впадении реки Таволги в реку Нейву. На месте устья реки образуют небольшой пруд. Деревня находится к северу от Екатеринбурга, к юго-востоку от Нижнего Тагила, в 14 километрах по прямой и в 17 километрах по автодороге к северо-востоку от районного центра — города Невьянска. Чуть выше по течению реки Таволги, по дороге в невьянском направлении, расположено соседнее село Верхние Таволги.

## История
Нижние Таволги были основаны в конце XVII века и известны гончарным промыслом. Мастерские выпускали глиняную посуду чёрную и глазурованную посуду. Деревня входила в состав Быньговской волости Екатеринбургского уезда Пермской губернии. В 1869 году население состояло из 323 мужчин и 356 женщин, проживавших в 105 дворах. Гончарным промыслом занимались более 50 семей. В советское время гончарные артели были преобразованы в Невьянский завод художественной керамики. Завод был одним из крупнейших предприятий по производству керамических изделий в Советском Союзе.

## Инфраструктура
В Нижних Таволгах есть действующая деревянная православная церковь Вознесения Господня, перестроенная из старого деревянного жилого дома. В деревне работают дом культуры, библиотека, малокомлектные средняя школа и детский сад, фельдшерско-акушерский пункт, опорный пункт полиции, почта и продуктовый магазин.
В Нижних Таволгах находится Таволожский минералогический музей, посещение которого входит в туристический маршрут. Для туристов неподалёку от мастерской гончара Масликова построены гостиница с баром, бильярдом и сауной, а также есть два гостевых домика, которые можно снять в аренду.
В 2018 году был построен железобетонный мост через реку Нейву на автодороге в направлении деревни Сербишино.

### Предприятия
- ООО «Таволожская керамика» (цех по производству керамических изделий);
- ИП Масликов С. В. (частная мастерская по производству керамики);
- СХПК «Таволжский» (сельскохозяйственный кооператив).

## Промысел
Издавна в деревнях Нижние и Верхние Таволги существует народный промысел по изготовлению и художественной росписи керамики. Таволожская керамика известна на весь Урал и пользуется большой популярностью у гостей Уральской земли. В Нижних Таволгах находится самая большая мастерская по производству керамических изделий. В Верхних Таволгах — Музей Таволожской керамики и гостиница.